# Václav Červenka
Václav Červenka (1. května 1897 Slapy – 16. června 1942 Tábor) byl český učitel a vlastivědný publicista, který byl v červnu 1942 popraven nacisty za schvalování atentátu na Reinharda Heydricha.

## Život
Narodil se 1. května 1897 v obci Slapy v okresu Tábor. Věnoval se publicistice a sbíral pověsti z Táborska. Učil na dívčí základní škole v Soběslavi, na které se později stal ředitelem. Po atentátu na protektora Reinharda Heydricha bylo zatýkáno a popravováno mnoho lidí. Jednoho dne se ve škole o tomto atentátu bavil s učitelem Janem Cílkem. Zaslechl je školník, celou věc sdělil místní učitelce a ti je oba udali. Gestapo si pro oba učitele došlo 12. června 1942 přímo do školní sborovny, kde je zatkli.
Oba byli popraveni 16. června 1942 v Žižkových kasárnách v Táboře. Jejich památku připomíná pamětní deska na schodišti v základní škole Edvarda Beneše v Soběslavi.